# Гюргевски революционен комитет
Гюргевският революционен комитет е българска организация, създадена през есента на 1875 г. в Гюргево. В комитета влизат: Стоян Заимов, Никола Обретенов, Христо Караминков, Панайот Волов, Стефан Стамболов, Иларион Драгостинов, Георги Икономов, Георги Апостолов, Сава Пенев, Никола Славков, Георги Измирлиев, Иван Хаджидимитров, Георги Обретенов, Янко Ангелов, Никола П. Мартинов - Червеноводеца, Тодор Петков - чорбаджи, Иван Стоянов, Христо Иванов - Големия, Георги Бенковски.

## Предпоставки
Неуспехът на Старозагорското въстание предизвиква разочарование сред част от българската емиграция (т.н. "стари" се отдръпват); Междувременно младите интелектуалци като Хр.Ботев и Ив.Драсов попадат в изолация по лични причини - Драсов предлага четническа тактика, а Ботев е обвинен в присвояване на комитетски пари предназначени за Старозагорското въстание и на 30 септември 1875 г. подава оставка; 
Освен това неуспехът на Заарското въстание го разколебава. Според З. Стоянов "до заминуванието апостолите в България за бъдещото Априлско въстание Ботйов остава чужд на това движение, което се вършеше в Гюргево, някаква си хладнина е съществувала между него и тия апостоли: Стамболов, Волов, Бенковски, Апостолов, Заимов, Обретенов, Икономов и др" . Въпреки това той запазва частните си контакти с някои революционни дейци като Ст. Стамболов, и Н.Обретенов.

## Заседание на комитета - 11/12 ноември 1875 - 25 декември 1875
Въпреки неуспехът на Старозагорското въстание обстановката на Балканите продължава да бъде благоприятна за въоръжени акции срещу Високата порта. Източният въпрос тлее с пълна сила. На 11-12 ноември 1875 година Стоян Заимов, Никола Обретенов, Панайот Волов и Христо Караминков (Бунито) създават нов комитет в Гюргево. Той ще остане с името БРЦК в Гюргево или Гюргевски комитет. Заседанията  продължават до 25 декември.
Ст. Заимов и Н. Обретенов отправят покани към Стефан Стамболов да се присъедини и да председателства Гюргевският комитет. Известно време той е в колебание (надява се да се възроди БРЦК, начело с Ботев), след което се отзовава на поканата. Сред овластените делегати са също така  Иларион Драгостинов, Георги Апостолов, Иван Хаджидимитров и Сава Пенев. Постепенно към комитета се присъединяват и нови революционери. С право на съвещателен глас се сдобиват Георги Икономов, Георги Обретенов, Георги Измирлиев(Македончето), Никола Славков и Георги Бенковски. Те не участват на всички заседания, но редовните делегати дават препоръки за тях и те стават част от комитета. Никола Обретенов препоръчва брат си Георги Обретенов; Георги Апостолов - Георги Измирлиев; а Заимов препоръчва Никола Славков и Георги Бенковски. Стефан Стамболов се противи за Никола Славков, но в крайна сметка всички кандидатури са приети.
Фактически Гюргевският революционен комитет е продължение на БРЦК, но е съставен само от представители на радикалното крило на БРЦК. Негови делегати са млади, решителни и енергични  революционери (с изключение на Бенковски всички са на възраст 22-26 години, само той е на 33 години). Поради  младоста на тези революционни дейци  колебанията на интелектуалци като Л. Каравелов и Д. Ценович са им чужди; позьорството и комерсиализма на старите воеводи (П. Хитов, Ф. Тотю, кап. Н. Филиповски и пр.) проявени през Старозагорският пуч ги отблъскват; а поведението на "старите" (Добродетелната дружина и Одеското настоятелство) възприемат като проява на сервилност спрямо руското правителство. Много от революцонерите вече имат опит в Старозагорското въстание (Ст. Стамболов, Г. Икономов, П. Волов, Н. Обретенов, Ст. Заимов, Г. Бенковски); а и немалко от тях са бивши руски студенти (Панайот Волов, Стефан Стамболов) или дори кадети (Георги Обретенов), които тайно се надяват чрез действията си предизвикат намеса на руската армия.

## Решения на комитета
Опиянени от мисълта за историческата си мисия, те се убеждават в своята правота и с присъщата за възрастта си амбициозност и праволинейност пристъпват към осъществяването на своята мечта – освобождението на България чрез всенародно въстание. Всички гюргевски дейци са единодушни, че трябва да се пристъпи към ново въстание в най-скоро време. Те обаче решават да си дадат повече време и въстанието да се извърши през пролетта на 1876 година. Предложени са три дати - 20 април, 1 май и 11 май, които остават за допълнтелно съгласуване. Според Ст. Заимов някъде през март 1876 Ил.Драгостинов предлага датата на избухването на въстанието да стане 11 май и това окончателно се възприема от всички главни апостоли. От друга страна според З. Стоянов на Оборищкото въстание (14-16 април 1876) датата още неокончателно решена, а събранието приема датата 1 май.
Вниманието на комитета се насочва към обсъждане на онези въпроси, от които зависи успешната подготовка на въстанието. Използвайки опита от лятото на 1875 година, Гюргевският комитет разделя територията на страната на пет окръга. Съществуват спорове за номерацията на тези окръзи

### Според З. Стоянов
Ръководството на Първи Търновски революционен окръг е поверено на Стефан Стамболов, а негови помощници са Христо Караминков – (Бунито) и Георги Измирлиев (Македончето). Във Втори Сливенски окръг главен апостол е Иларион Драгостинов с помощници Георги Обретенов и Георги Икономов. Трети Врачански окръг се ръководи от Стоян Заимов, с помощници Георги Апостолов и Иваница Данчов. Четвърти Пловдивски окръг е оглавен от Панайот Волов с помощници Георги Бенковски и Тодор Каблешков. На Пети Софийски окръг за главен апостол е определен Никола Обретенов, а за негов помощник Никола Славков.

### Според Ст. Заимов:
Първи Търновски революционен окръг е поверен на Ст. Стамболов и Христо Караминков - Бунито, Втори Сливенски - на Ил. Драгостинов и Г. Икономов, Трети Пловдивски - на Панайот Волов, с помощник Г. Бенковски, Четвърти Софийски - на Н. Обретенов  с помощник Н. Славков и Пети Врачански - на Заимов с помощници Георги Апостолов и Иваница Данчов.
В българската историческа наука е популярна първата версия.
Хода на събитията налага промени спрямо първоначалното разпределение на окръзите и апостолите.
Никола Славков е заловен, а Никола Обретенов забягва във Враца и пети окръг не се осъществява на практика. Част от него покрива Волов с агитацията си. Също така в хода на действието Георги Икономов открива, че не може да направи нищо в родния си край, където е добре познат на турската полиция. Той се възползва от предложението на Георги Бенковски и отива да помага в Панагюрище. Също така Бенковски преценява, че в Пловдив има силен турски гарнизон и премества центъра на пловдивският окръг в Панагюрище.

## План за действие
Според плановете на Гюргевския комитет на територията на страната трябва да се изградят 24 опорни точки, в които при опасност да намерят прикритие жените, децата и възрастното население. Въстаническите отряди трябва да поемат охраната на старопланинските проходи. Предвижда се разрушаване на железопътната линия Одрин – Белово и подпалване на Одрин, Пловдив, Пазарджик, София и на няколко мюсюлмански села. Целта на тези диверсионни акции е да се предизвика паника сред мюсюлманското население и да се парализира дейността на местните турски власти. За вдъхване на кураж у българите трябва да се пусне слух, че Сърбия и Русия само чакат обявяването на въстанието, за да нападнат Турция. Специално внимание се отделя на съгласуваността между отделните окръзи, на революционната агитация, на действията на емиграцията в решителния час, на доброто въоръжаване на населението. Към всички българи на служба в руската, румънската и сръбската армия са отправени призиви да се включат в подготовката на въстанието. Изготвен е и текстът на въстаническата клетва. Гюргевският комитет предвижда дори след обявяване на въстанието да се създаде свободна територия, управлявана от временно правителство. Гюргевските дейци не фиксират точна дата за вдигане на въстанието в България. По време на своите заседания те отчитат необходимостта от повече гъвкавост и предлагат три дати: 18 април, 1 май или 11 май. В хода на подготовката всеки окръг трябва да прецени степента на готовност и да определи кога населението да се вдигне на въстание. Окончателната дата трябва да се съгласува между апостолите на петте окръга. (З.Стоянов твърди, че на Оборищкото народно събрание (14-16 април) е възприета датата 1 май В същото време според Ст.Заимов в края на март 1876 година Ил.Драгостинов предлага  датата 1 май да се отмени, да се възприеме 11 май и тази дата се възприема от всички главни апостоли.)
Планът на бъдещото въстание е окончателно завършен около 25 декември 1875 година, след което комитетът се саморазпуска, а определените апостоли се прехвърлят през Дунав и започват усилена работа по подготовка на въстанието.
Горепосоченият план не е приведен в действие поради преждевременно избухналото въстание. З.Стоянов посочва, че "Тоя протокол, или по-добре катехизис, не можа да се тури в действие във всичките параграфи, понеже въстанието го превари десят деня по-напред." (Пазарджик, Пловдив, Одрин не са подпалени, населението  по р. Марица не отива към Доспат, не е блокиран прохода в Калофер, не са изготвени предварителни укрития за жените и децата и пр. и пр.)